# موريس بي. باين
موريس بي. باين (بالإنجليزية: Morris B. Payne)‏ هو عسكري أمريكي، ولد في 19 يناير 1885 في Waterford, Connecticut ‏ في الولايات المتحدة، وتوفي في 1961 في نيو لندن في الولايات المتحدة.